# Sebastian Temesi
Sebastian Temesi (ur. 24 kwietnia 1990) – australijski judoka.
Uczestnik mistrzostw świata w 2013, 2015 i 2017. Startował w Pucharze Świata w latach 2009, 2012-2015 i 2017-2019. Zdobył pięć medali mistrzostw Oceanii w latach 2012 - 2018. Mistrz Australii w latach 2014-2019.